# Arc Héré
L'arc de triomphe ou porte Royale, souvent appelé improprement « arc Héré », est un édifice sis au sein de la commune de Nancy, érigé au XVIIIe siècle au nord de la place Stanislas.

## Situation
L'arc de triomphe est situé sur le côté nord de la place Stanislas, à l'extrémité septentrionale de la rue Héré et à l'extrémité sud de la place de la Carrière. L'arc s'ouvre, depuis la place Stanislas, entre les petits pavillons, dans la perspective de la place de la Carrière et du palais du Gouverneur.

## Histoire
L'arc de triomphe est construit sur l'emplacement de l'ancienne porte Royale construite par Louis XIV. Celle-ci est détruite en 1752 par Stanislas et les travaux d'édification de l'arc se déroulent de 1753 à 1755. Le thème principal du décor est la guerre et la paix, symbolisées par des branches de laurier et d'olivier, allusions à la bataille de Fontenoy (1745) et au traité d'Aix-la-Chapelle (1748). 
À l'origine l'arc était relié aux remparts par des galeries, le sommet de l'arc faisait partie du chemin de ronde pour satisfaire aux exigences du gouverneur militaire le maréchal de Belle-Isle. Ayant lui-même un rôle de fortification, l'arc est très large. La muraille qui l'entourait a été abattue vers 1772 à l'est (Pépinière) et en 1847 à l'ouest (place Vaudémont) ; isolée, la porte devient alors un véritable arc de triomphe.
Il a été dessiné par Emmanuel Héré. Élevé sur un piédestal et d'ordre corinthien, il est inspiré de l'arc de Septime Sévère à Rome. Il reproduit l'arc de la porte Saint-Antoine à Paris dressé en 1660 par Jean Marot. Le monument est percé par une grande arcade en plein cintre encadré par deux porches plus bas, chacun encadré de colonnes. La baie centrale présente une avancée sur la façade. 
La face visible depuis la place Stanislas est la plus richement décorée. Sur la corniche, reprenant le thème de la guerre et de la paix, on trouve des statues de Cérès, de Minerve, d'Hercule (copie l'Hercule Farnèse) et de Mars. Au centre de la corniche se trouve un acrotère supportant un groupe de trois personnages en plomb doré et orné d’un médaillon de Louis XV. Le médaillon est soutenu par Minerve, à gauche, ainsi que par une personnification de la paix, située à droite. À l'arrière du médaillon est représentée Fama, déesse romaine de la gloire, qui tient une trompette dans sa main gauche et une couronne de laurier dans sa main droite. Toutes ces statues ont été faites par Guibal.
Un premier médaillon de Louis XV en marbre blanc avait été réalisé par Jean-Baptiste Walneffer. Présentant un profil du roi à l'antique, il a été détruit à la Révolution. Il a ensuite été remplacé par un médaillon en plomb doré représentant le portrait du souverain. En 1830, le nouveau médaillon est retiré de l'arc pendant la révolution de Juillet et conservé dans un dépôt. Il retrouvera sa place le 26 mars 1852.
Sous la corniche, se trouvent trois bas-reliefs en marbre blanc. Le plus à droite représente Apollon tirant une flèche contre un dragon ailé qui enlace un homme. Le bas-relief principal montre Mercure et Minerve sous des dattiers et celui de gauche Apollon jouant de la lyre accompagné de muses. Ces trois bas-reliefs ont été repris de l'ancienne porte Royale, en considérant Apollon comme une allégorie de Louis XV.
On trouve enfin trois inscriptions écrites sur des tables de marbre noir. Sur la face de l'acrotère portant le groupe de la Renommée, on lit « HOSTIUM TERROR / FŒDERUM CULTOR / GENTISQUE DECUS ET AMOR » (« Terreur des ennemis, artisan des traités, gloire et amour de son peuple »). Sous le bas relief de gauche : « PRINCIPI VICTORI » et sous celui de droite « PRINCIPI PACIFICO ». En 1830, à la place de chacune de ces deux inscriptions, on avait peint en jaune « LIBERTÉ ÉGALITE » et « LIBERTÉ FRATERNITÉ » (devise française). En 1876 les anciennes inscriptions seront restaurées.

## Classement

### Monuments historiques
Il a été classé monument historique le 27 décembre 1923.

### UNESCO
En décembre 1983, l'arc, au même titre que la place Stanislas et que la place de la Carrière qui l’entourent, est classé sur la liste du patrimoine mondial de l'UNESCO. L'inscription, rendue officielle lors de la septième session ordinaire de l'UNESCO, a été retenue pour les critères (i) : « chef-d'œuvre du génie créateur humain » et (iv) : « exemple éminent d'un type de construction ou d'ensemble architectural ou technologique ou de paysage illustrant une ou des périodes significative(s) de l'histoire humaine ».

## Galerie

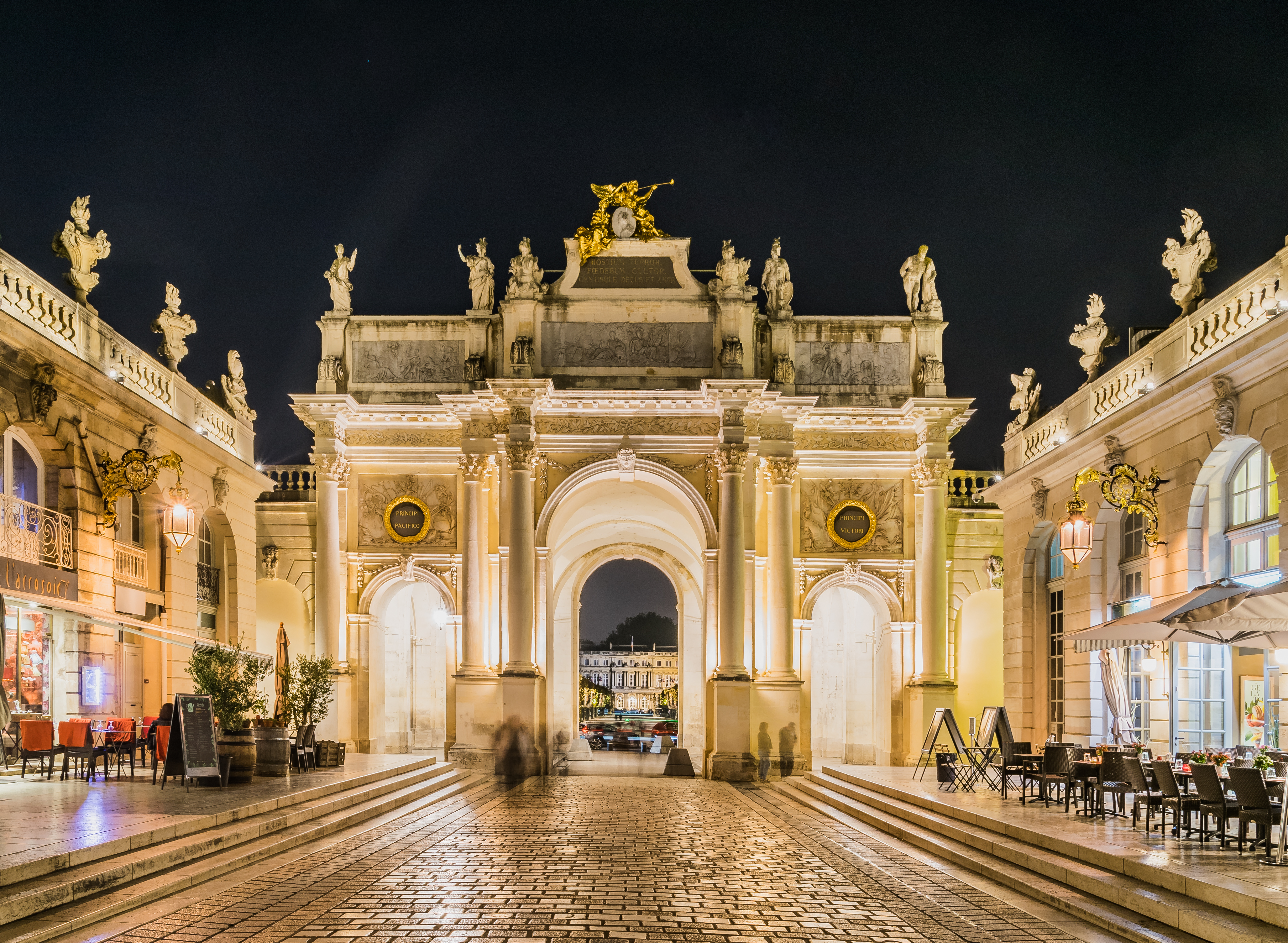
Vue nocturne sur l'arc Héré depuis la place Stanislas.
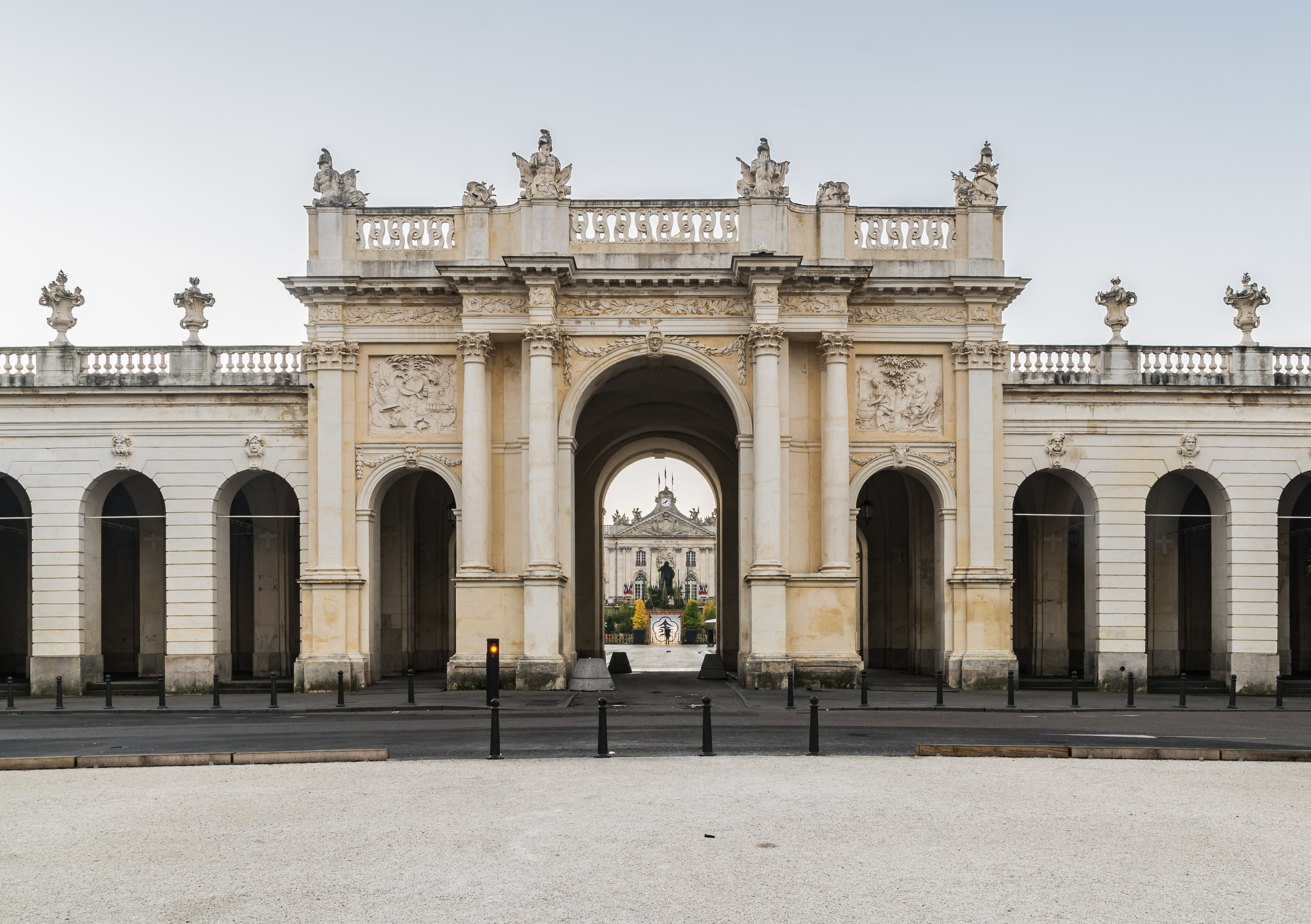
Vue sur l'arc Héré depuis la place de la Carrière.
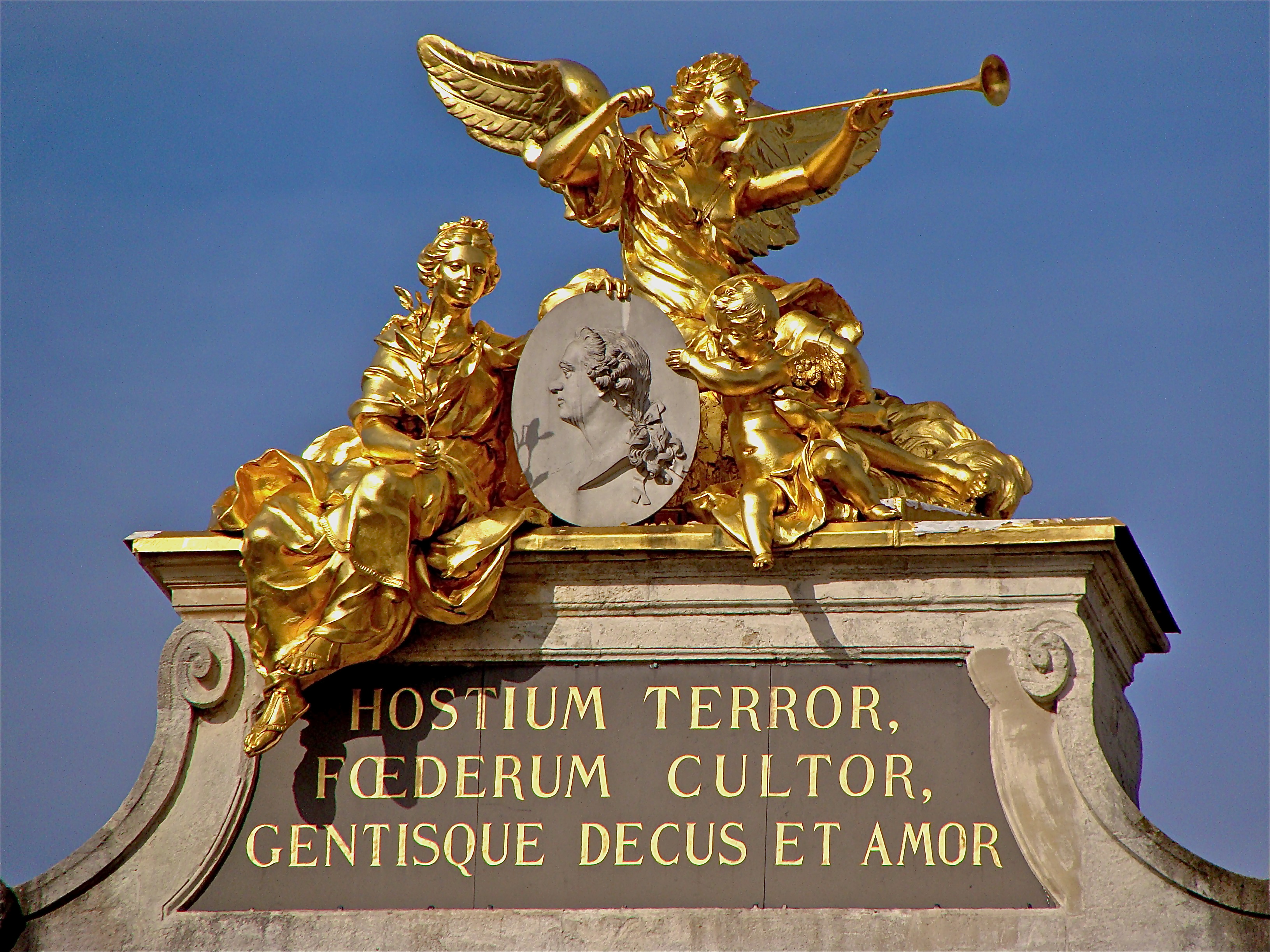
Détail du groupe de la renommée.
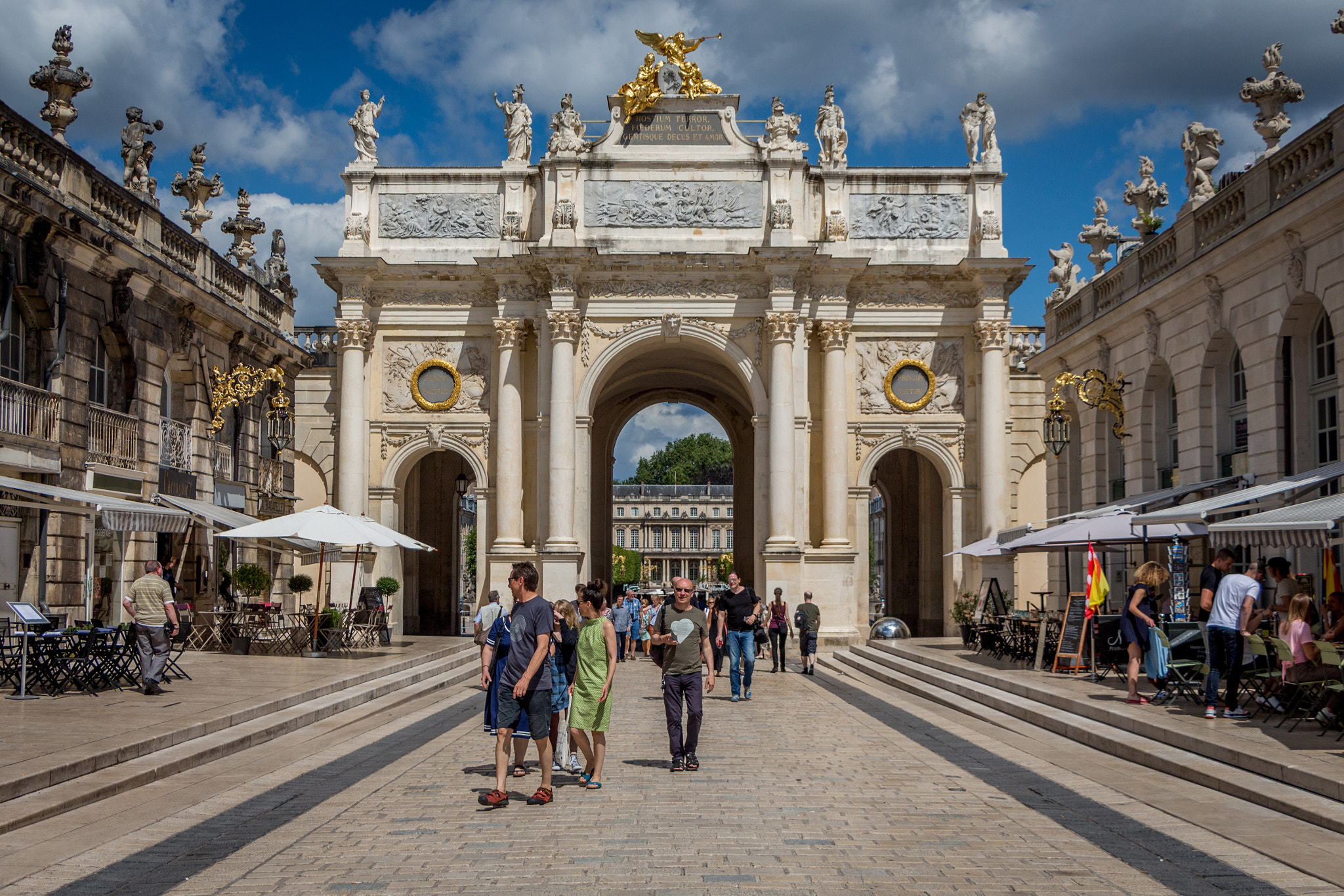
Vue rapprochée sur l'arc.
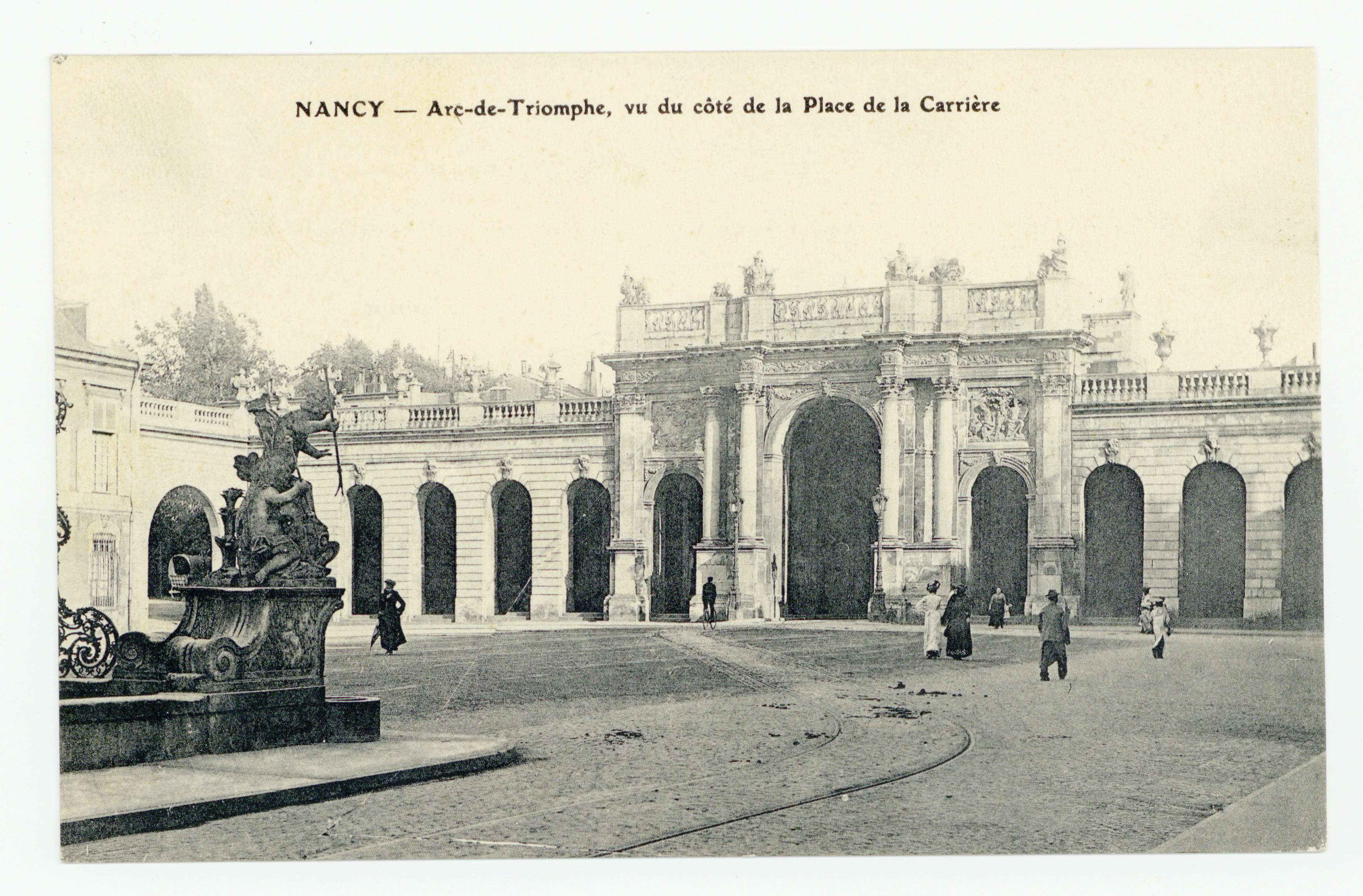
Vue du côté de la place de la Carrière 1903-1906